# Internationale Arbeitsgemeinschaft der Wasserwerke im Donaueinzugsgebiet
Die Internationale Arbeitsgemeinschaft der Wasserwerke im Donaueinzugsgebiet (IAWD) mit Sitz in Wien wurde 1993 gegründet. Zweck des Vereins ist die Verbesserung und Sicherung der Wasserqualität der Donau und ihrer Nebenflüsse. Die Geschäftsführung liegt in den Händen der Wiener Wasserwerke (Magistratsabteilung 31).
Auf nationaler und internationaler Ebene werden von der IAWD Bestrebungen zur Abwehr und Beseitigung von Gefahren für die Wasserversorgung durch Verschmutzung und sonstiger Beeinträchtigung unterstützt. Die Reinheit von Oberflächenwasser und Grundwasser soll erhalten und gesteigert werden. Es soll sichergestellt werden, dass den Mitgliedern jederzeit Trinkwasser in ausreichender Menge zur Verfügung steht.
Als Tätigkeitsbereich der IAWD wurde laut den am 28. Oktober 1993 beschlossenen und bei der Generalversammlung in Constanța (Rumänien) am 23. Juni 1998 geänderten Statuten das gesamte Wassereinzugsgebiet der Donau und ihrer Nebenflüsse sowie alle Gebiete, aus denen Wasser für die öffentliche Wasserversorgung in die genannten Gebiete geliefert wird, festgelegt.

## Mitglieder
Die Mitgliedschaft bei der IAWD ist als ordentliches, außerordentliches, förderndes und als Ehrenmitglied möglich.

### Ordentliche Mitglieder
Als ordentliche Mitglieder können der IAWD nur juristische Personen der öffentlichen Wasserversorgung beitreten, die im Tätigkeitsbereich aktiv sind.
- Deutschland
  - Bodensee-Wasserversorgung (Stuttgart)
  - Ingolstädter Kommunalbetriebe AöR (Ingolstadt)
  - Landeswasserversorgung (Stuttgart)
  - REWAG (Regensburg)
  - Stadtwerke Passau GmbH (Passau)
  - SWU Energie GmbH (Ulm)
  - Zweckverband Wasserversorgung Fränkischer Wirtschaftsraum (Nürnberg)

- Österreich
  - Grazer Stadtwerke AG (Graz)
  - EVN Wasser G.m.b.H. (Maria Enzersdorf)
  - Linz Service G.m.b.H. – Geschäftsbereich Wasser (Linz)
  - Wiener Wasserwerke (Wien)
  - Wasserleitungsverband der Triestingtal- und Südbahngemeinden (Bad Vöslau)
  - Wasserleitungsverband Nördliches Burgenland (Eisenstadt)

- Schweiz
  - Gemeinde Sankt Moritz – Wasserversorgung (Sankt Moritz)

- Bosnien und Herzegowina
  - Vodovod i kanalizacija Sarajevo (Sarajevo)

- Kroatien
  - Vodoopskrba I Odvodnja – Sektor Vodoopskrbe (Zagreb)

- Rumänien
  - SC Apa Nova București SA (București)

- Serbien
  - JKP Vodovod I Kanalizacija Novi Sad (Novi Sad)
  - Vodovod Beograd (Belgrad)
  - Vodovod Subotica (Subotica)
  - Vodovod Zrenianin (Zrenjanin)

- Slowakei
  - Vodárne a kanalizácie Bratislava s.p. (Bratislava)
  - Západoslovenské vodárne a kanalizácie, s.p. (Bratislava)

- Slowenien
  - Mariborski Vovodod d.d. – Javno Podjetie (Maribor)

- Tschechische Republik
  - Brněnské vodárny a kanalizace, a.s. (Brno)

- Ungarn
  - Budapester Wasserwerke AG (Budapest)
  - Duna menti Regionalis Vizmü Zrt. (Vác)
  - Dunantuli Regionalis Vizmü Rt. (Siófok)